# Coucseng
Coucseng (egyszerűsített kínai írással: 邹城) város Kínában, Santung tartományban. Lakosainak száma 1 166 559 fő (2020).

## Népesség
| 2010 | 1 116 692 |
| 2020 | 1 166 559 |